# Zło w potrawce
Zło w potrawce (ang. Evil Con Carne) – amerykański serial animowany.
Początkowo Zło w potrawce wraz z kreskówką Mroczne przygody Billy’ego i Mandy (ang. The Grim Adventures Of Billy & Mandy) wchodziły w skład serialu Mroczni i źli (ang. Grim & Evil). W późniejszym czasie autor serialu Maxwell Atoms postanowił rozdzielić obie kreskówki na 2 odrębne seriale.

## Bohaterowie
- Hektor Potrawka (ang. Hector Con Carne): Były potentat zbrodni, którego ciało zostało zniszczone; ocalały jedynie mózg i żołądek. Dzięki zaawansowanej technologii jego organy zostały przymocowane do ciała fioletowego niedźwiedzia o imieniu Miśkow, co umożliwia mu kontynuowanie planów podboju świata.
- Miśkow (ang. Boskov the Bear): Fioletowy niedźwiedź, który służy jako "zastępcze ciało" dla Hektora. Na jego głowie i brzuchu umieszczono mózg i żołądek Hektora, co czyni go niezbędnym elementem w realizacji złowrogich planów Potrawki.
- Major Doktor Upiorna (ang. Major Dr. Ghastly): Genialna, acz ekscentryczna naukowiec, odpowiedzialna za stworzenie urządzeń podtrzymujących życie Hektora. Jest lojalna wobec niego i skrycie darzy go uczuciem, co motywuje jej zaangażowanie w jego plany.
- Generał Szrama (ang. General Skarr): Jednooki dowódca sił zbrojnych Hektora, z charakterystyczną blizną na twarzy. Często doświadcza nieszczęśliwych wypadków i skrycie zazdrości Hektorowi władzy, co prowadzi go do potajemnych prób przejęcia kontroli nad organizacją.
- Komandos Dorsz (ang. Cod Commando): Największy przeciwnik Hektora, nieustannie udaremniający jego plany podboju świata. Jego determinacja i umiejętności czynią go poważnym zagrożeniem dla działań Potrawki.
- Ergast (ang. Estroy): Rywal Hektora i wróg Miśkowa, zamieszkujący Wyspę Czaszek. Jego konflikty z Hektorem wynikają z konkurencyjnych dążeń do dominacji i władzy.
- Destruktikus Potrawka (ang. Destructicus Con Carne): Syn Hektora i Major Doktor Upiornej, przybywający z przyszłości. W przeciwieństwie do ojca, jest bohaterem i obrońcą ludzkości, co prowadzi do konfliktu wartości między nim a Hektorem.

## Odcinki

### Spis odcinków
| Nr | Polski tytuł                     | Angielski tytuł                        |
| -- | -------------------------------- | -------------------------------------- |
|    |                                  |                                        |
| 01 | Zło w potrawce                   | Evil Con Carne                         |
| 01 | Emocjonalna Szrama               | Emotional Skarr                        |
| 01 | Zło puszcza wodze fantazji       | Evil Goes Wild                         |
|    |                                  |                                        |
| 02 | Zło przed sądem                  | Evil on Trial                          |
| 02 | Zapach zemsty, cz. 1             | The Smell of Vengeance, Part 1         |
| 02 | Zapach zemsty, cz. 2             | The Smell of Vengeance, Part 2         |
|    |                                  |                                        |
| 03 | Dajcie mi twarz Hektora Potrawki | Bring Me the Face of Hector Con Carne! |
| 03 | Odcywilizowywacz, cz. 1          | Devolver, Part 1                       |
| 03 | Odcywilizowywacz, cz. 2          | Devolver, Part 2                       |
|    |                                  |                                        |
| 04 | Wszyscy kochają Wujka Boba       | Everybody Loves Uncle Bob              |
| 04 | Pragnienie władzy, cz. 1         | Tiptoe Through the Tulpis, Part 1      |
| 04 | Pragnienie władzy, cz. 2         | Tiptoe Through the Tulpis, Part 2      |
|    |                                  |                                        |
| 05 | Max Dziarski                     | Max Courage                            |
| 05 | Incydent z dziurą w czasie       | The Time Hole Incident                 |
| 05 | Gwiazdka z Potrawką              | Christmas Con Carne                    |
|    |                                  |                                        |
| 06 | Zły do szpiku kości              | Ultimate Evil                          |
| 06 | Złodzieje pomysłów               | Search and Estroy!                     |
| 06 | Ciastko, które mnie kochało      | The Pie Who Loved Me                   |
|    |                                  |                                        |
| 07 | Niestrawność                     | Gutless                                |
| 07 | Dzień grozobota                  | Day of the Dreadbots                   |
| 07 | Legion zniszczenia               | League of Destruction                  |
|    |                                  |                                        |
| 08 | Syn Zła                          | Son of Evil                            |
| 08 | Prawo do Niedźwiedzich łap       | The Right to Bear Arms                 |
| 08 | Kłopoty ze Szraminą              | The Trouble with Skarrina              |
|    |                                  |                                        |
| 09 | Naprzód SPORK!                   | Go SPORK!                              |
| 09 | Wolny dzień Miśkowa              | Boskov’s Day Out                       |
| 09 | Dorsz kontra Hektor              | Cod vs. Hector                         |
|    |                                  |                                        |
| 10 | A to historia                    | No No Nanuk                            |
| 10 | Idol małolat                     | Teenage Idol                           |
|    |                                  |                                        |
| 11 | Matka wszelkiego zła             | The Mother of All Evils                |
| 11 | Urodziny Hektora Con Carne       | The HCCBDD                             |
|    |                                  |                                        |
| 12 | Korek                            | Gridlocked And Loaded                  |
| 12 | Nie ma to jak w raju             | Fool’s Paradise                        |
|    |                                  |                                        |
| 13 | Zazdrość                         | Jealousy, Jealous Do                   |
| 13 | Hektor, król Brytów              | Hector, King of the Britons            |
|    |                                  |                                        |